# Chelidon
Chelidon, cirka 74 f.Kr., var en romersk kurtisan.
Hon var verksam som kurtisan i Rom. Chelidon är känd för sin förbindelse med Gaius Verres, som var praetor under år 74 f.Kr.  Enligt ett bevarat tal av 
Verres' motståndare utövade Chelidon ett enormt inflytande över Roms politik under Verrus ämbetstid. Hon ska ha tjänstgjort som hans politiska rådgivare, och han ska de facto ha överlåtit åt henne att fatta de avgörande besluten i civilrättsmål. Hon var också inblandade i förberedandet av nya lagar, och ska särskilt ha intresserat sig för lagarna kring kvinnlig arvsrätt. Hennes inflytande var så allmänt erkänd att politiker och ämbetsmän under Verrus tid vid makten gick till henne för att befrämja sina karriärer. 
Det antika Rom hade inte samma berömda kurtisankultur som Grekland med dess hetärer, och de flesta prostituerade som nämns är bordellslavar eller gatflickor, men det fanns en del exempel på lyxprostituerade kurtisaner som tjänade förmögenheter och vann berömmelse och inflytande, bland dem Praecia, känd för sin förbindelse med Cornelius Cethegus; Flora, känd som Pompeius Magnus älskarinna, och Marcus Antonius' älskarinna Volumnia Cytheris. 